# هيثم العصامي
هيثم العصامي (بالنرويجية البوكمول: Haitam Aleesami)‏ (مواليد 31 يوليو 1991 في أوسلو) هو لاعب كرة قدم نرويجي من أصل مغربي يجيد اللعب كمدافع لصالح نادي باليرمو الإيطالي.

## مسيرته الكروية
لعب هيثم العصامي خلال مسيرته الاحترافية مع 5 أندية في اثنا عشر موسمًا وسجل خلالها 11 هدفًا ضمن 245 مباراة. حيث فاز في موسم واحد بالكأس ولم يفز بأي دوري.
خاض هيثم العصامي مسيرته مع نادي شايد في موسم 2010 واستمر معه طيلة ثلاثة مواسم، مشاركًا في 24 مباراة سجل خلالها هدفين. ثم انتقل إلى نادي فريدريكستاد في موسم 2012 واستمر معه طيلة ثلاثة مواسم، حيث شارك في 68 مباراة سجل خلالها 5 أهداف. لينتقل بعدها إلى نادي غوتبورغ في عامي 2015-2017 ولمدة موسمين، مشاركًا في 45 مباراة سجل خلالها هدفين. ثم انتقل إلى نادي باليرمو في موسم 2016–17 واستمر معه طيلة ثلاثة مواسم، مشاركًا في 86 مباراة سجل خلالها هدفًا واحدًا. هذا وانتقل لاحقًا إلى نادي أميين في موسم 2019–20 لمدة موسم واحد، مشاركًا في 22 مباراة سجل خلالها هدفًا واحدًا أيضًا.

## روابط خارجية
- هيثم العصامي على موقع الاتحاد الدولي (مؤرشف)  (الإنجليزية)
- هيثم العصامي على موقع الاتحاد الأوربي (الإنجليزية)
- هيثم العصامي على موقع اتحاد النرويج (النرويجية)
- هيثم العصامي على موقع اتحاد السويد (السويدية)
- هيثم العصامي على موقع قاعدة بيانات كرة القدم.إي يو (الإنجليزية)
- هيثم العصامي على موقع ناشيونال فوتبول تيمز (الإنجليزية)
- هيثم العصامي على موقع Soccerway.com (الإنجليزية)
- هيثم العصامي على موقع عالم كرة القدم.نت (الإنجليزية)
- هيثم العصامي على موقع AS.com (الإسبانية)